# Landkreis Sonneberg
Landkreis Sonneberg is een Landkreis in de Duitse deelstaat Thüringen. De Landkreis telt 57.044 inwoners (31 december 2020) op een oppervlakte van 433,36 km². Kreisstadt is de stad Sonneberg.

## Steden en gemeenten
(Inwoners op 31 december 2018)
| Steden ¹ vervullende gemeente voor andere gemeenten 1. Lauscha (3.214) 2. Neuhaus am Rennweg ¹ (8.808) 3. Schalkau ¹ (3.278) 4. Sonneberg (23.229) 5. Steinach (3.762) | Gemeenten ² vervullende gemeente 1. Bachfeld (Stadt Schalkau ²) () 2. Föritztal (8.679) 3. Frankenblick (5.707) 4. Goldisthal (Stadt Neuhaus am Rennweg ²) (367) |

## Demografie
| Peildatum             | 31.12.2009 | 31.12.2010 | 31.12.2011 | 31.12.2012 | 31.12.2013 | 31.12.2014 | 31.12.2015 | 31.12.2016 | 31.12.2017 | 31.12.2018 |            |
| --------------------- | ---------- | ---------- | ---------- | ---------- | ---------- | ---------- | ---------- | ---------- | ---------- | ---------- | ---------- |
| Inwoners              | 60.560     | 59.954     | 58.465     | 57.802     | 57.252     | 56.809     | 56.818     | 56.507     | 56.361     | 56.196     |            |
| Buitenlanders         | 1.684      | 1.733      | 618        | 624        | 731        | 887        | 1.581      | 1.879      | 2.338      | 2.868      |            |
| Aandeel buitenlanders | 2,8%       | 2,9%       | 1,1%       | 1,1%       | 1,3%       | 1,6%       | 2,8%       | 3,3%       | 4,1%       | 5,1%       |            |
| Peildatum             | 31.12.1998 | 31.12.1999 | 31.12.2000 | 31.12.2001 | 31.12.2002 | 31.12.2003 | 31.12.2004 | 31.12.2005 | 31.12.2006 | 31.12.2007 | 31.12.2008 |
| Inwoners              | 69.146     | 68.423     | 67.833     | 67.175     | 66.562     | 65.683     | 64.983     | 64.005     | 63.122     | 62.384     | 61.315     |
| Buitenlanders         | 1.414      | 1.406      | 1.465      | 1.480      | 1.560      | 1.538      | 1.594      | 1.570      | 1.630      | 1.692      | 1.642      |
| Aandeel buitenlanders | 2,0%       | 2,1%       | 2,2%       | 2,2%       | 2,3%       | 2,3%       | 2,5%       | 2,5%       | 2,6%       | 2,7%       | 2,7%       |